# Hrabstwo Sierra (Nowy Meksyk)
Hrabstwo Sierra (ang. Sierra County) – hrabstwo w stanie Nowy Meksyk w Stanach Zjednoczonych.

## Miasta
- Elephant Butte
- Truth or Consequences
- Williamsburg (wieś)

## CDP
- Arrey
- Caballo
- Hillsboro
- Hot Springs Landing
- Kingston
- Las Palomas
- Oasis
- Winston